# 艺科数字娱乐
艺科数字娱乐1982年成立于加拿大渥太华的电子游戏开发商，曾開發《地狱毁灭者》、《地產大亨》、《危險邊緣》、《幸運之輪》，以及《Q*bert》重製版。公司於2011年12月關閉。